# Amblyopone pluto
Stigmatomma pluto este o specie de furnică din subfamilia Amblyoponinae.
Specia a fost descrisă pentru prima dată ca Amblyopone pluto' de către  Gotwald și Levieux în 1972 și a fost mutată la genul Stigmatomma în 2012.
Stigmatomma pluto este endemică la savana nearsă din centrul Coastei de Fildeș.